# Grålila kragskivling
Grålila kragskivling (Stropharia inuncta) är en svampart som först beskrevs av Elias Fries, och fick sitt nu gällande namn av Lucien Quélet 1872. Grålila kragskivling ingår i släktet kragskivlingar och familjen Strophariaceae.  Arten är reproducerande i Sverige. Inga underarter finns listade i Catalogue of Life.

## Bildgalleri

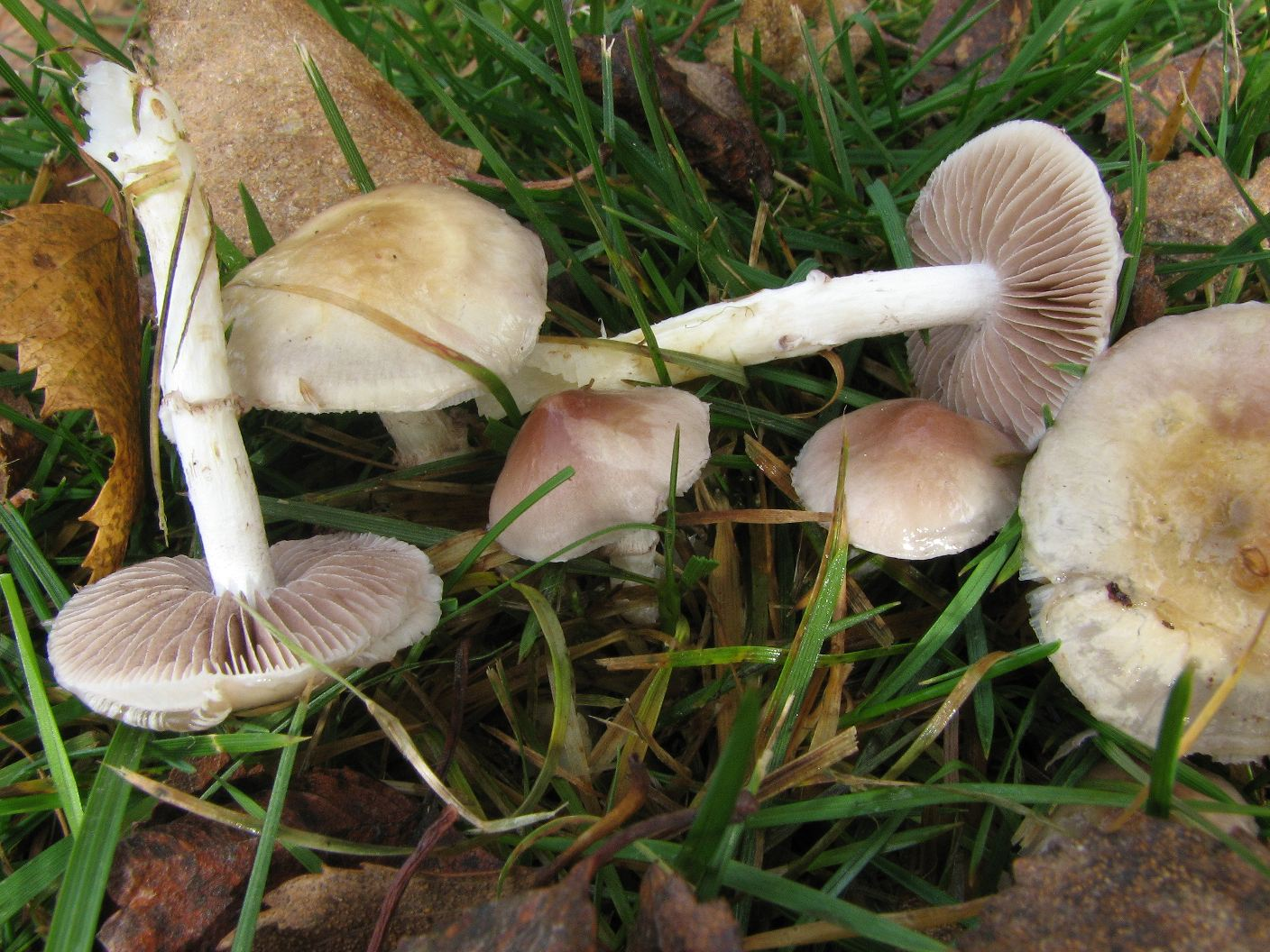